# NGC 6716
NGC 6716 é um aglomerado aberto na direção da constelação de Sagittarius. O objeto foi descoberto pelo astrônomo John Herschel em 1830, usando um telescópio refletor com abertura de 18,6 polegadas. Devido a sua moderada magnitude aparente (+7,5), é visível apenas com telescópios amadores ou com equipamentos superiores. 